# Hound
Pour les articles homonymes, voir Hound Dog (homonymie).
Hound est un personnage de fiction de l'univers des Transformers. Il apparaît dans la série animée Transformers: Generation 1  et dans les films Transformers : L'Âge de l'extinction et Transformers: The Last Knight.

## Transformers: Génération 1
- Nom : Hound
- Affiliation : Autobots
- Protoforme : Autobot
- Armes : Pistolet hologramme, Lance-Missile, Mitrailleuse.
- Fonction : Scout, Commando, Éclaireur illusionniste.
- Mode Alternatif : Mitsubishi J59 (jeep militaire) verte

Pendant la première saison de la série, Hound a été le scout principal et le soldat  recrutés par les Autobots. Hound voudrait être un humain et il adore la planète Terre. Il a contribué à la construction de trois Dinobots originaux, car il a capté des images holographiques qui ont servi de pland difficiles à la construction de Grimlock, Slag et Sludge. Hound fait partie de ceux qui ont été prononcés décédés, ce qui est considéré comme une spéculation.

## Les films
- Nom : Hound
- Affiliation : Autobots
- Protoforme : Autobot
- Mode Alternatif : véhicule de tactique défensive Oshkosh dans Transformers : L'Âge de l'extinction et Mercedes-Benz Unimog (Ambulance militaire) dans Transformers: The Last Knight.
- Fonction : Commando, Spécialiste en armement, Médecin.
- Armes : minigun à triple canon, fusil d'assaut, deux canons à quatre canons, 4 pistolets (deux différents), missiles, couteau, grenades, cigarette.
- Taille : 24 pieds (5,09 m) dans le film.

Hound apparaît dans Transformers : L'Âge de l'extinction et Transformers: The Last Knight. Son apparence est similaire à celle de l'Autobot Bulkhead. Hound possède un cigare qu'il fume constamment. Dans Transformers: The Last Knight, on découvre qu'il a un frère ridicule nommé Daytrader se transformant en Mercedes-Benz LK modèle 1920 et en Dump Truck. Lorsqu'il se trouve en plein combat, il fait usage de tout son armement afin de repousser les ennemis plus facilement. Il remplace Ironhide (tué par Sentinel Prime dans le troisième opus) en tant que spécialiste en armement et Ratchet (tué par Lockdown et Vent de Cimetière dans le quatrième opus) en tant que médecin. Hound n'est pas comme dans la génération 1 car il ne veut pas être un humain mais il est comme tous les Autobots aider et sauver les humains. Hound est un Autobot très courageux et habile au combat.

### Transformers 4: L'Âge de l'extinction
Hound apparaît d'abord quand il lance les cieux essayant de signaler les Autobots à ce que Optimus Prime est arrivé. Il apparaît ensuite lorsque Optimus présente les Autobots et est heureux de faire partie du groupe. Ensuite lorsque Cade a volé un drone KSI puis Hound voit des images d'humains tuant Leadfoot et Ratchet (et aussi Sideswipe) et il enlève son cap en étant triste. Il est alors vu lorsque les Autobots détruisent le laboratoire KSI à Chicago. Hound aide également à économiser Optimus dans le navire de Lockdown avec Bumblebee, Drift et Crosshairs. Il était sur le point de tirer  Crosshairs sur la tête parce qu'il voulait défendre Cade. Hound a ensuite regardé un étranger pris au piège dans l'une des gousses de Lockdown, qui crache sa gueule verte sur lui alors Hound l'a tué. Hound est alors vu à Hong-Kong en train de se battre aux côtés de Bumblebee et ensuite il va commando, en utilisant toutes ses armes pour battre les drones KSI, Junkheap et y compris un drones à deux têtes (Two Heads) et peut éviter le feu ennemi. Il a ensuite été ordonné de quitter la ville pour protéger Joshua, qui a la semence, des drones KSI qui le veulent.
Optimus lui ordonne ensuite de protéger la famille Yeager avec les autres Autobots avant de partir dans l'espace.

### Transformers 5: The Last Knight
Dans les années qui ont suivi le départ d'Optimus Prime, Hound s'est réfugié dans le junkyard de Cade Yeager avec les autres Autobots. Hound a régulièrement aidé à établir des appels téléphoniques entre Cade et Tessa, qui était absent. Un jour lorsque Cade et Bumblebee ont été capturés dans le cadre de Transformers Reaction Force, Hound est arrivé pour donner à ses amis une puissance de feu supplémentaire. Cade a réussi à désamorcer l'impasse, bien que Hound ait poussé le TRF à l'abatre alors qu'il partit. Hound ignorait qu'il y avait deux passagers clandestins sous la forme de la jeune Izabelle et de son compagnon Sqweeks, qui a remporté le chantier avec lui.
Après une visite de Daytrader, les Decepticons ont trouvé et attaqué le junkyard. Alors que Cade a conduit les autres à mettre en place un piège dans une ville voisine, Hound est resté derrière pour les acheter quelque temps. Hound affrontait Mégatron et d'autres Decepticons tout seul et les repoussa avec succès. Plus tard lorsque Cybertron apparaissait dans le ciel au-dessus de la tête, Hound a rejoint les autres Autobots en direction de Stonehenge pour participer à la prochaine bataille. Izabella a facilement convaincu Hound de permettre de les rejoindre avec Sqweeks et les Autobots se sont retrouvés avec le retour d'Optimus Prime, bien que Hound n'ait pas eu la chance de dire bonjour avant que Optimus ne se dirige vers l'attaque. Hound et Bumblebee ont embarqué dans un transporteur d'assaut orbital pour se tordre avec les Decepticons en suspension dans l'air, mais ont finalement sauté pour fournir de l'aide à leurs amis humains. En fin de compte, Sqweeks a franchi un chemin et Hound s'est joint à Optimus, Bumblebee, Hot Rod, Cade Yeager et Viviane Wembly en chargeant. Hound a de nouveau pris Mégatron, cette fois aux côtés de ses camarades Autobots, et a été presque tué par le chef des Decepticons si ce n'était pour l'aide rapide de Hot Rod. Viviane a finalement sauvé la journée, et Hound est retourné à Cybertron avec ses camarades Autobots. 
Hound ne devrait pas (en tout cas celui des films de michael bay) revenir à la suite du reboot avec le spin-off bumblebee sorti fin 2018.

## Transformers: Animated
Hound a créé un hologramme qui a détourné l'ennemi pendant la guerre.